# Jaroslava Schallerová
Jaroslava Schallerová, uměleckým jménem Jarka Schallerová (* 25. dubna 1956 Praha) je česká filmová herečka a podnikatelka.
U filmu začínala již ve věku 13 let jako někdejší dětská filmová hvězda ve snímku Jaromila Jireše Valerie a týden divů natočeném na námět pocházející z díla Vítězslava Nezvala, kde ztvárnila hlavní postavu dívky Valerie. V témže roce pak vystupovala ve známé historické komedii Svatby pana Voka.
Na počátku 70. let se prosadila i v maďarské kinematografii, kde si zahrála hned ve 4 dalších filmech. Natáčela i v Německé demokratické republice a v Polsku. V 70. letech 20. století patřila mezi nejpůvabnější a nejvyhledávanější české filmové herečky. V 80. letech její filmová kariéra začala upadat, před kamerou se objevovala už jen sporadicky, v 90. letech se pak odmlčela zcela.
Za svůj život ztvárnila okolo 40 různých filmových a televizních rolí, malých i velkých, epizodních i hlavních.
Šlo o neprofesionální herečku. Poté, co nebyla přijata ke studiu herectví na Pražské konzervatoři ani ke studiu na střední zdravotnické škole, se vyučila prodavačkou. Od 90. let se věnuje podnikání ve své vlastní kosmetické firmě.

## Filmografie, výběr
- Valerie a týden divů (1970) .... Valerie
- Svatby pana Voka (1970)
- Szép lányok, ne sírjatok! (1970) .... Juli
- Égi bárány (1970) .... A fiatal anya
- Hangyaboly (1971) .... Gruber Helénke
- Végre, hétfö! (1971) (as Jarka Schallerova) .... Pincérlány
- Homolka a tobolka (1972)
- My, ztracený holky (1972) ... Žofie Cajthamlová
- Zlá noc (1973)
- Maturita za školou (1973)
- Láska (1973) .... Andrea Vasáková
- Elixíry ďábla (1973)
- Lidé z metra (1974)
- Malá mořská víla (1975) ... Ledová královna
- Dva muži hlásí příchod (1975)
- Zaklęte rewiry (1975) .... Zoska
- Cirkus v cirkuse (1976)
- Der Hasenhüter (1976) (televizní film) .... Princezna Adelheid/Anne
- Do posledného dychu (1976)
- 30 panen a Pythagoras (1973) .... Helena Trojanová
- Běž, ať ti neuteče (1977) ... Jarka
- Proč nevěřit na zázraky (1977)
- Píseň o stromu a růži (1978) .... Vera Havlová
- Kočičí princ (1978) ... Sněhurka
- Gänsehirtin am Brunnen, Die (1979) ...
- Útěky domů (1980)
- Křeček v noční košili (1987) (televizní seriál) ... Klára
- Uf-oni jsou tady (1990) .... Jirkova matka
- Stíny včerejška (1993) (televizní seriál)